# Rober González
Roberto (Rober) González Bayón (Mérida, 8 januari 2001) is een Spaans professioneel voetballer die bij voorkeur als buitenspeler of aanvallende middenvelder speelt. Hij staat onder contract bij N.E.C., dat hem in de zomer van 2024 na een seizoen op huurbasis definitief overnam van Real Betis Sevilla. 

## Clubcarrière

### Real Betis
González begon met voetballen in Mérida, waar hij geboren is en kwam in 2013 terecht in de jeugdopleiding van Real Betis. Tussen 2017 en 2020 speelde hij voor Betis Deportivo Balompié, het B-team van Real Betis. Daar kwam hij tot 32 goals in 84 competitiewedstrijden. Op 1 november 2018 maakte hij zijn debuut voor het eerste elftal van Real Betis, in een met 1-0 gewonnen bekerwedstrijd tegen Racing Santander. Daarna duurde het drie jaar voor hij opnieuw in actie kwam voor Real Betis. Hij kwam uiteindelijk tot elf wedstrijden voor Betis.

### Las Palmas
In het seizoen 2020/21 werd hij verhuurd aan UD Las Palmas, dat een niveau lager speelde. Dat jaar speelde hij 31 wedstrijden, waarin hij goed was voor acht goals en vier assists. Op 1 april 2021 scoorde hij tegen CD Lugo een hattrick in een 6-1 overwinning. Na een halfjaar zonder veel speelminuten bij Betis, werd hij opnieuw een half jaar verhuurd aan Las Palmas, maar ditmaal kwam hij slechts tot twee goals en één assist in twintig wedstrijden.

### Deportivo Alavés
Het seizoen 2022/23 werd González verhuurd aan Deportivo Alavés, ook uitkomend in de Segunda Division. Hij speelde 33 wedstrijden, scoorde tweemaal en gaf twee assists en promoveerde met Alaves via de play-offs naar de Primera Division. Vervolgens keerde hij terug naar Real Betis.

### N.E.C.
Op 14 juli 2023 werd González gepresenteerd bij N.E.C., dat in hem een opvolger zag van Oussama Tannane. Hij werd voor één seizoen gehuurd van Real Betis, maar N.E.C. had een optie tot koop bedongen. Hij maakte op 14 augustus zijn debuut voor N.E.C. in de openingswedstrijd tegen SBV Excelsior, als vervanger van Mees Hoedemakers. In zijn tweede invalbeurt op 26 augustus tegen RKC Waalwijk (3-0) scoorde hij op aangeven van Magnus Mattsson zijn eerste goal voor de club. In de competitie was hij zelden basisspeler in de eerste seizoenshelft, maar in de beker scoorde hij wel vier keer in de eerste twee wedstrijden tegen Roda JC Kerkrade en GVVV, waardoor hij de winterstop in ging als mede-bekertopscorer. Op 21 februari viel hij in tijdens de bekerfinale met Feyenoord, dat met 0-1 won.  
Op 20 juni werd bekend dat N.E.C. de optie tot koop had bedongen en González een contract voor drie seizoenen tot de zomer van 2027 had aangeboden. Toch was hij dat seizoen een stuk minder overtuigend. In zijn eerste halfjaar pendelde hij tussen basis en bank en kwam hij tot slechts twee goals en één assist in 19 wedstrijden. 

### Racing Santander
In januari 2025 werd González voor de rest van het seizoen verhuurd aan Racing de Santander, dat op dat moment bovenaan stond in de Segunda División. Daar speelde hij achttien wedstrijden zonder tot scoren te komen. Vervolgens keerde hij terug bij N.E.C. 

## Clubstatistieken
Beloften
| Seizoen                        | Club            | Competitie         | Competitie | Competitie | Beker | Beker | Totaal | Totaal |
| Seizoen                        | Club            | Competitie         | Wed.       | Dlp.       | Wed.  | Dlp.  | Wed.   | Dlp.   |
| ------------------------------ | --------------- | ------------------ | ---------- | ---------- | ----- | ----- | ------ | ------ |
| 2017/18                        | Real Betis B    | Segunda División B | 26         | 5          | 4     | 1     | 30     | 6      |
| 2018/19                        | Real Betis B    | Tercera División   | 35         | 17         | 1     | 0     | 36     | 17     |
| 2019/20                        | Real Betis B    | Tercera División   | 23         | 10         | 0     | 0     | 23     | 10     |
| Beloften totaal                | Beloften totaal | Beloften totaal    | 84         | 32         | 5     | 1     | 89     | 33     |
| Bijgewerkt op 10 augustus 2023 |                 |                    |            |            |       |       |        |        |

Senioren
| Seizoen                         | Club                  | Competitie       | Competitie | Competitie | Beker | Beker | Overig | Overig | Totaal | Totaal |
| Seizoen                         | Club                  | Competitie       | Wed.       | Dlp.       | Wed.  | Dlp.  | Wed.   | Dlp.   | Wed.   | Dlp.   |
| ------------------------------- | --------------------- | ---------------- | ---------- | ---------- | ----- | ----- | ------ | ------ | ------ | ------ |
| 2018/19                         | Real Betis            | Primera Division | 0          | 0          | 1     | 0     | —      | —      | 1      | 0      |
| 2019/20                         | Real Betis            | Primera Division | 0          | 0          | 0     | 0     | —      | —      | 0      | 0      |
| 2020/21                         | → Las Palmas          | Segunda Division | 30         | 8          | 1     | 0     | —      | —      | 31     | 8      |
| 2021/22                         | Real Betis            | Primera Division | 4          | 0          | 1     | 0     | 3      | 0      | 8      | 0      |
| 2021/22                         | → Las Palmas          | Segunda Division | 18         | 2          | 0     | 0     | 2      | 0      | 20     | 2      |
| 2022/23                         | Real Betis            | Primera Division | 2          | 0          | 0     | 0     | —      | —      | 2      | 0      |
| 2022/23                         | → Alavés              | Segunda Division | 28         | 2          | 4     | 0     | 1      | 0      | 33     | 2      |
| 2023/24                         | → N.E.C.              | Eredivisie       | 29         | 6          | 6     | 4     | 1      | 0      | 36     | 10     |
| 2024/25                         | N.E.C.                | Eredivisie       | 17         | 2          | 2     | 0     | —      | —      | 19     | 2      |
| 2024/25                         | → Racing de Santander | Segunda Division | 16         | 0          | 0     | 0     | 2      | 0      | 18     | 0      |
| 2025/26                         | N.E.C.                | Eredivisie       | 1          | 0          | 0     | 0     | 0      | 0      | 1      | 0      |
| Senioren totaal                 | Senioren totaal       | Senioren totaal  | 145        | 20         | 15    | 4     | 9      | 0      | 169    | 24     |
| Carrière totaal                 | Carrière totaal       | Carrière totaal  | 224        | 52         | 20    | 5     | 9      | 0      | 253    | 57     |
| Bijgewerkt op 11 augustus 2025. |                       |                  |            |            |       |       |        |        |        |        |

## Internationaal
González is Spaans jeugdinternational. Hij speelde voor de elftallen onder 16, 17, 18 en 20.